# Anna Timofeeva
Anna Viktorovna Timofeeva (em russo:  Анна Викторовна Тимофеева; Gorky, 18 de julho de 1987) é uma jogadora de polo aquático russa, medalhista olímpica.

## Carreira
Timofeeva fez parte da equipe que conquistou a medalha de bronze pela Rússia nos Jogos do Rio de Janeiro, em 2016.